# Krokängsparken
Krokängsparken är idag en promenadpark i Lundby på Hisingen i Göteborg. Den anlades 1902 mellan Bratteråsberget och Pölsebo och ytan är cirka 7,5 hektar.

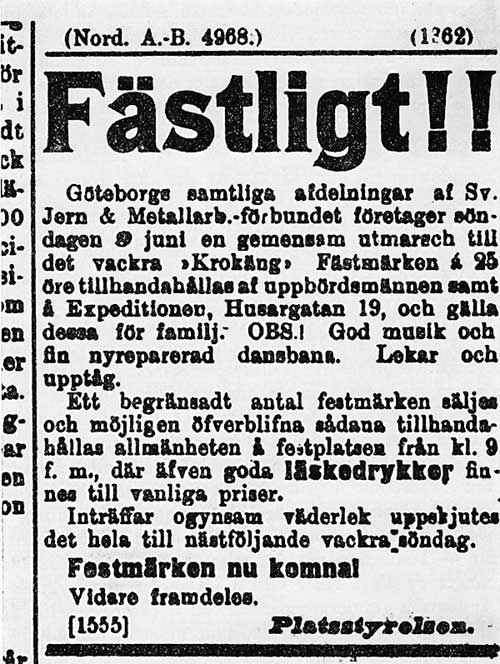
Annons i Ny Tid

## Historia
Parken anlades ursprungligen av Göteborgs socialdemokratiska arbetarekommun och fungerade sedan som folkpark 1903–1934. Arbetarekommunen arrenderade parken, från början för 15 kronor per söndag, men från 1915 lyckades man arrendera direkt av staden och fem år i taget. Innan Krokäng blev nöjesplats fick arbetarekommunen tillåtelse att disponera en ekbacke på den plats där Annedalskyrkan står. Där ordnades dans och annan underhållning, vilket invigdes den 2 juni 1892. Försöket slog inte väl ut då platsen sedan gammalt var ett tillhåll för "oroselement".
På söndagsmorgnar anordnades morgonturer som utgick från färjeläget och man tågade med musik och under fanor fram till festplatsen. Programmet bestod av politisk agitation blandad med nöjen som dansbana, karusell, skjutbana och boll- och ringkastning. Man kunde köpa varmkorv, cigarrer, karameller och gå på café. Det bjöds på artistuppträden av såväl amatörer som större stjärnor. Under 1910-talet spelades också allt mer teater, främst folklustspel, komedier och farser.
Parken tjänade dessutom som samlingsplats för strejkande och lockoutade arbetare, speciellt under storstrejken 1909. År 1923 bildades AB Folkparken, med arbetarekommunen som största ägare och man satte staket runt området för att kunna ta inträde. 
| ” | I söndags öppnade Krokäng för första gången sina portar för denna säsong. Trots det kyliga vädret sökte sig 2 à 3.000 män och kvinnor dit ut. Och så söker sig söndag efter söndag - parken är endast öppen om söndagarna - "arbetets söner" med barn och blomma dit ut från mången gång så trånga bostäder för att i den vackra naturen få en dags solmättat friluftsliv efter veckans slit i kvava fabriker och trånga verkstäder. | „ |
| – Tidningssklipp från 1912, citerat i: Hem för egen del. Göteborg: Utg. av Göteborgs stads egnahems AB. 1976. Libris 260033 S. 30 | |   |

Men populariteten dalade och 1934 gick bolaget i konkurs då konkurrensen från det 1923 anlagda Liseberg hade blivit för stor. Alla anläggningar revs och sedan dess är Krokäng en vanlig park, som kännetecknas av ett ovanligt rikligt bestånd av hassel och gamla ekar.